# Villalba de los Llanos (kommun)
Villalba de los Llanos är en kommun i Spanien.   Den ligger i provinsen Provincia de Salamanca och regionen Kastilien och Leon, i den centrala delen av landet, 200 km väster om huvudstaden Madrid. Antalet invånare är 150.